# Marco Dente

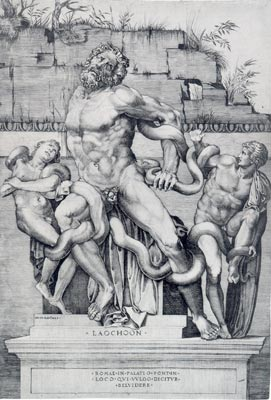
Laocoont i els seus fills, reproducció del cèlebre grup hel·lenístic poc anys després del seu descobriment i en l'estat en què fou trobat, gravat per Marco Dente.

Marco Dente de Ravenna (ca. 1490, Ravenna - † 1527, Roma) fou un gravador renaixentista italià.

## Biografia
Fou deixeble de Marcantonio Raimondi. La primera de les seves obres coneguda està signada i datada el 1515. Especialitzat en el gravat de reproducció, realitzà unes seixanta planxes a partir principalment d'obres de Rafael i del seu cercle, servint-se per a algunes d'elles de dibuixos previs del seu mestre.
Ocasionalment reproduí també obres de l'antiguitat clàssica com Laocoont i els seus fills i l'estàtua eqüestre de Marc Aureli. També gravà una Matança dels innocents ideada per Baccio Bandinelli; aquesta còpia fou replicada en un gravat molt fidel per Nicolas Béatrizet.
Va morir al saqueig de Roma de 1527.